# Charlie Sharples
Pour les articles homonymes, voir Sharples.

a Compétitions nationales et continentales officielles uniquement.

b Matchs officiels uniquement.
Dernière mise à jour le 22 mars 2025.
Charlie Sharples, né le 17 août 1989 à Hong Kong, est un joueur international anglais de rugby à XV évoluant au poste d'ailier. Il fait partie de l'effectif du Gloucester Rugby de 2008 à 2021.

## Biographie
Charlie Sharples connaît sa première sélection en équipe d'Angleterre le 6 août 2011 à l'occasion d'un match de préparation à la Coupe du monde contre le pays de Galles. Il n'est cependant pas retenu par Martin Johnson dans la liste des trente joueurs qui disputent la compétition en Nouvelle-Zélande.
Il fait partie en 2014 de l'équipe réserve de l'Angleterre, les England Saxons,.

## Palmarès

### En club
- Finaliste de la Coupe anglo-galloise en 2009 et 2010 avec Gloucester Rugby.
- Vainqueur de la Coupe anglo-galloise en 2011 avec Gloucester Rugby.

### En équipe nationale
- Finaliste du Championnat du monde junior en 2008 avec l'équipe d'Angleterre des moins de 20 ans.